# Лопатино (Пензенская область)
Лопа́тино — село в Пензенской области, административный центр Лопатинского района и Лопатинского сельсовета.

## География
Село расположено в 85 км к юго-востоку от Пензы, близ реки Узы, притока реки Суры.

## История
Село названо по фамилии одного из основателей: купца Лопатина. Лопатины служили в XVII—XVIII веках на оборонительных линиях Пензенского края.
Село возникло между 1718 и 1730 годами. На ландкарте Пензенской провинции отмечен как значительный по величине населённый пункт (1730). До постройки железной дороги через город Петровск Саратовской губернии — крупный торговый центр региона. В 1780 году в Лопатине 121 двор с числом жителей около тысячи человек.
Основано на земле, отказанной в 1698—1699 годах стольнику Климентию Меленину. Его дача простиралась от Лебяжьего озера в устье речки Елшанки до реки Чардым и от современного села Лопатино до деревни Липовки. После его смерти в 1704 году поместье досталось многочисленным побочным родственникам Меленина. В 1717 году — сельцо Никольское, Лопатино тож, помещиков Соловцова, Арбузова, Жедринского, Ивиных. В дни «кубанского погрома» уведено в плен 32 крестьянина, а сельцо сожжено.
С 1780 года — в составе Петровского уезда Саратовской губернии, до 1870-х годов в составе Козловской волости, с 1870-х — волостной центр. Во время Генерального межевания 1782-97 годов в селе были помещиками К. Д. Толстой, поручица М. С. Лупандина, бригадирша А. С. Исакова, Моторин, майор П. С. Ермолаев, титулярная советница М. В. Сумарокова; в селе насчитывалось 232 двора. С середины XIX века и до Февральской революции — центр 2-го полицейского стана Петровского уезда.
До конца XIX века называлось Никольским (по церкви) (церковь эта в виде креста, можно увидеть это, если посмотреть сверху). Никольская церковь построена в 1763, новая построена в 1888 году.
Так же называли Ново-Лопатино или Лопатино. Упоминание села как Ново-Лопатино наводит на мысль, что население его могло быть из села Лопатино Городищенского района, основанного раньше.
Одной из достопримечательностей села является старый мост через реку Узу. Он был построен в 1912 году и продолжает являться действующим (в том числе для проезда автотранспорта). Символика этого моста присутствует на гербе и флаге села Лопатино.
В марте 1918 года власть взял волостной Совет. В 1921 году село затронул голод — погибло несколько десятков человек. В 1926 году в Лопатино были школа-семилетка (522 учащихся, вместе с начальной школой, из них 66 пионеров, 20 комсомольцев), библиотека, изба-читальня, народный дом, красный уголок, 1 радиоприёмник. Во время коллективизации (1930—1932) имели место неорганизованные крестьянские выступления против её насильственных форм.
До 1928 Лопатино было волостным центром Петровского уезда Саратовской губернии, с 1928 года районный центр Лопатинского района Вольского округа Нижне-Волжского края (с 1939 года — в Пензенской области).
В конце 1930-х гг. здесь электростанция, МТС, лесозавод, артели: швейная, «Металлист», кожевенная, валяльная, пищевая. В 1980-е годы — центральная усадьба совхоза «Борец».

## Население
| 1795  | 1859  | 1877  | 1884  | 1897  | 1902  | 1914  |
| ----- | ----- | ----- | ----- | ----- | ----- | ----- |
| 874   | ↗1069 | ↗1220 | ↗1560 | ↗2398 | ↘2352 | ↗4232 |
| 1921  | 1926  | 1939  | 1959  | 1970  | 1979  | 1989  |
| ↘3068 | ↘3026 | ↘2431 | ↘2230 | ↘2222 | ↗3441 | ↗4759 |
| 1998  | 2002  | 2010  | 2021  |       |       |       |
| ↗4841 | ↘4376 | ↗4392 | ↘3820 |       |       |       |

## Инфраструктура
В конце 1990-х основные промышленные предприятия: механизированный лесхоз (пиломатериалы, лес-кругляк), АО «Молоко» (молочные продукты), ПМК, сельскохозяйственное товарищество «Маякское» (с 1992, на базе совхоза «Борец»), районная больница, средняя школа, 2 библиотеки, районный дом культуры, музыкальная школа. Две религиозные общины — православная и мусульманская Памятник воинам-землякам, погибшим в годы Великой Отечественной войны. 3 памятника архитектуры: бывший купеческий дом с лавкой, мост через р. Узу (1912), действующая Никольская церковь (1892).